# Пенкальский, Лешек
Ле́шек Яцек Пенка́льский (пол. Leszek Jacek Pękalski), также известный как Вампи́р из Бы́тува (родился 12 февраля 1966) — польский убийца.

## Биография
Был зачат в результате изнасилования.
Считается, что он убил как минимум 17 человек между 1984 и 1992 годами. Во время следствия признавался, что убил 80 человек, но впоследствии отказался от этих признаний.
Вследствие проблем со сбором доказательств он был обвинён лишь в одном убийстве. Он отбывал свой 25-летний срок и был выпущен 11 декабря 2017 года.. По решению суда было решено  изолировать Пенкальского на курорте Гостынин, предназначенном для подобных случаев.